# Krokevassfjellet
Krokevassfjellet är ett berg i Antarktis. Det ligger i Östantarktis. Norge gör anspråk på området. Toppen på Krokevassfjellet är 12 meter över havet.
Terrängen runt Krokevassfjellet är kuperad åt sydväst, men åt nordost är den platt. Trakten är glest befolkad. Närmaste befolkade plats är Novolazarevskaya Station, 13,9 kilometer öster om Krokevassfjellet. 